# Scott Newman (színművész)
Alan Scott Newman (Cleveland, Ohio, 1950. szeptember 23. –  Los Angeles, Kalifornia, 1978. november 20.), amerikai film- és televíziós színész, kaszkadőr, akinek legismertebb szerepei a Pokoli torony és a Breakheart-szoros című filmekben volt. Paul Newman színész egyetlen fia és legidősebb gyermeke. Scott Newman 1978-ban,  kábítószer-túladagolásban bekövetkezett halála után, apja megalapította a Scott Newman Központot, amely a kábítószerrel való visszaélés megelőzését tűzte ki célul és a kábítószerfogyasztás veszélyeire hívta fel a figyelmet. 

## Élete
Scott Newman az ohiói Clevelandben született, a híres filmsztár, Paul Newman és a színész első felesége, Jackie Witte gyermekeként. Amikor Scott még kisfiú volt, édesapjával és két húgával, Susannal és Stephanie-val, Kaliforniába költözött. Szülei 1958-ban elváltak, és apja feleségül vette Joanne Woodward színésznőt. Az 1960-as évek végén a connecticuti Westportban telepedtek le, ahol Scott rövid ideig a Staples High Schoolba, majd drága magániskolákba járt, amelyek közül néhányból rossz magaviselet miatt elbocsájtották. 
Az 1960-as évek végére Scott otthagyta a főiskolát, és kaszkadőrként kezdett el dolgozni apja filmjeiben, több mint ötszáz ejtőernyős ugrást hajtott végre, hogy képzett oktató legyen. Emellett kisebb munkákat is elvállalt, és nem volt hajlandó anyagi segítséget kérni apjától. Az 1970-es évek elején apja a befolyását felhasználva színészi karriert kezdeményezett fiának, és szerepet szerzett neki a Pokoli toronyban (1974) és A nagy Waldo Pepperben (1975), de ezek után Scott így nyilatkozott: "Nem fogadok el semmilyen színészi segítséget az apámtól. Azt akarom, hogy a munkám megállja a helyét a saját érdemei alapján". Erősen inni kezdett, és kisebb bűncselekmények miatt letartóztatták. Egy rendőrtisztet is megtámadott, fejbe rúgta egy járőrkocsiban, miután letartóztatták, mert ittasan megrongált egy iskolabuszt. 1000 dolláros bírságot az apja fizette ki.
Scott Newman 1975-ben tévésorozatokban kisebb-nagyobb szerepeket kapott. Ugyanebben az évben szerepelt a Charles Bronson-filmben, a Breakheart-szorosban is. 1977-ben Newman ezt követően játszott a Fraternity Row című drámában, ami az utolsó filmje volt. Alkoholizmusa egyre súlyosabbá vált, és 1978-ban már segédmunkásként dolgozott. Kisebb klubokban kabaréénekesként is kipróbálta magát, William Scott néven.
Scott Newman úgy érezte, hogy apja hírneve teherként nehezedik rá, és igyekezett saját identitást kialakítani. A New York Daily News rovatvezetőjének, Sidney Fieldsnek adott 1974-es interjújában azt mondta: "Hollywoodban nem lehet apuci lábán állni. Saját lábakra van szükséged." Elmondta Fieldsnek, hogy "gyerekként úgy éreztem, hogy mindenre jogosult vagyok, amit apámtól kaptam", de az utóbbi években "a magam útját jártam". 

## Halála
Scott Newman 1978 őszén motorbalesetet szenvedett, és fájdalomcsillapítót szedett, hogy enyhítse a sérülései okozta fájdalmakat. Elfogadta az apja által fizetett pszichiátriai segítséget is. November 19-én este Los Angelesben alkohollal és más drogokkal együtt halálos adag váliumot vett be. A rendőrség balesetnek minősítette a halálát.

## Scott Newman Központ
1980-ban Paul Newman megalapította a Scott Newman Központot, amelynek célja, hogy az egészségügyi szakemberek és tanárok segítsenek a gyerekeknek az alkohol- és drogfogyasztás veszélyeiről felvilágosítást adni. A szervezet megalapította a Rowdy Ridge Gang Campet is, egy nyári táborok hálózatát, amely a drogfogyasztással és alkoholizmussal kapcsolatos problémákkal küzdő családok számára szervez nyári táborokat. 

## Filmográfia

### Film
| Év   | Magyar cím          | Eredeti cím            | Szerep         | Magyar hang     |
| ---- | ------------------- | ---------------------- | -------------- | --------------- |
| 1974 | Pokoli torony       | The Towering Inferno   | Fiatal tűzoltó |                 |
| 1975 | A nagy Waldo Pepper | The Great Waldo Pepper | Duke           | Selmeczi Roland |
| 1975 | Breakheart-szoros   | Breakheart Pass        | Rafferty       |                 |
| 1977 |                     | Fraternity Row         | Chunk Cherry   | Utolsó filmje   |

### Televízió
| Év   | Magyar cím | Eredeti cím        | Szerep       | Megjegyzések                                                      |
| ---- | ---------- | ------------------ | ------------ | ----------------------------------------------------------------- |
| 1975 |            | Marcus Welby, M.D. | Harry Palmer | Televíziós sorozat, Four Plus Hot (6. évad 19. rész) című részben |
| 1975 |            | Harry O            | Randy        | Televíziós sorozat, Lester (1. évad 20. rész) című részben        |
| 1975 |            | S.W.A.T.           | Will Brewer  | Televíziós sorozat, The Vendetta (2. évad 6. rész) című részben   |

## Fordítás
- Ez a szócikk részben vagy egészben  a   Scott Newman (actor) című angol Wikipédia-szócikk fordításán alapul.  Az eredeti cikk szerkesztőit annak laptörténete sorolja fel. Ez a jelzés csupán a megfogalmazás eredetét és a szerzői jogokat jelzi, nem szolgál a cikkben szereplő információk forrásmegjelöléseként.